# Jihomoravský krajský přebor 1988/1989
V soubojích 29. ročníku Jihomoravského krajského přeboru 1988/89 (jedna ze skupin 5. fotbalové ligy) se utkalo 14 týmů každý s každým dvoukolovým systémem podzim–jaro. Tento ročník začal v srpnu 1988 a skončil v červnu 1989.

## Nové týmy v sezoně 1988/89
- Z Divize D 1987/88 sestoupilo do Jihomoravského krajského přeboru mužstvo TJ Spartak ČKD Blansko.
- Ze skupin I. A třídy Jihomoravského kraje 1987/88 postoupila mužstva TJ Třebíč (vítěz skupiny A) a TJ Slavia Kroměříž (vítěz skupiny B).

## Nejlepší střelec
Nejlepším střelcem se stal Libor Hamara z TJ Spartak Jihlava, který vstřelil 20 branek.

## Konečná tabulka
Zdroj: 
| Poř. | Tým                        | Z  | V  | R | P  | VG | OG | B  |
| ---- | -------------------------- | -- | -- | - | -- | -- | -- | -- |
| 1.   | TJ Spartak Jihlava         | 26 | 18 | 4 | 4  | 61 | 29 | 40 |
| 2.   | TJ Třebíč (N)              | 26 | 14 | 5 | 7  | 50 | 33 | 33 |
| 3.   | TJ Baník Ratíškovice       | 26 | 14 | 5 | 7  | 47 | 36 | 33 |
| 4.   | TJ Gottwaldov „B“          | 26 | 11 | 4 | 11 | 41 | 44 | 26 |
| 5.   | TJ Baník Zbýšov            | 26 | 11 | 4 | 11 | 40 | 45 | 26 |
| 6.   | TJ Zbrojovka Brno jun.     | 26 | 10 | 4 | 12 | 55 | 33 | 24 |
| 7.   | TJ Modeta Jihlava          | 26 | 9  | 6 | 11 | 37 | 36 | 24 |
| 8.   | TJ Slovan Hodonín          | 26 | 10 | 4 | 12 | 41 | 41 | 24 |
| 9.   | TJ Zetor Brno              | 26 | 8  | 8 | 10 | 35 | 44 | 24 |
| 10.  | TJ Kunovice                | 26 | 10 | 3 | 13 | 43 | 36 | 23 |
| 11.  | TJ Spartak ČKD Blansko (S) | 26 | 8  | 7 | 11 | 34 | 53 | 23 |
| 12.  | TJ Dolní Němčí             | 26 | 8  | 6 | 12 | 37 | 46 | 22 |
| 13.  | TJ BOPO Třebíč             | 26 | 10 | 2 | 14 | 28 | 53 | 22 |
| 14.  | TJ Slavia Kroměříž (N)     | 26 | 8  | 4 | 14 | 34 | 54 | 20 |

Poznámky:
- Z = Odehrané zápasy; V = Vítězství; R = Remízy; P = Prohry; VG = Vstřelené góly; OG = Obdržené góly; B = Body; (S) = Mužstvo sestoupivší z vyšší soutěže; (N) = Mužstvo postoupivší z nižší soutěže (nováček)

|  | Postup do Divize D 1989/90                               |
|  | Sestup do skupin I. A třídy Jihomoravského kraje 1989/90 |